# EM i ishockey 1911
EM i ishockey 1911 var det andet europamesterskab i ishockey, arrangeret af IIHF. For første gang blev der spillet på kunstis. Mesterskabet blev afholdt i Berlin fra 15. til 17. februar. 
Fire hold deltog og der blev spillet en enkeltserie hvor alle holdene mødtes en gang. Bøhmen, som var med for første gang, dominerede stort og vandt samtlige kampe og blev dermed europamestre. 

## Resultater
| Dato        | Kamp               | Resultat |
| ----------- | ------------------ | -------- |
| 15. februar | Bøhmen – Schweiz   | 13 – 0   |
| 15. februar | Tyskland – Bøhmen  | 1 – 4    |
| 16. februar | Tyskland – Belgien | 6 – 0    |
| 16. februar | Belgien – Schweiz  | 5 – 4    |
| 17. februar | Bøhmen – Belgien   | 3 – 0    |
| 17. februar | Tyskland – Schweiz | 10 – 0   |

## Tabel
| Plads | Hold     | Kampe | Sejre | Uafgj. | Tabte | Mål    | Points |
| ----- | -------- | ----- | ----- | ------ | ----- | ------ | ------ |
| 1     | Bøhmen   | 3     | 3     | 0      | 0     | 20 – 1 | 6      |
| 2     | Tyskland | 3     | 2     | 0      | 1     | 17 – 4 | 4      |
| 3     | Belgien  | 3     | 1     | 0      | 2     | 5 – 13 | 2      |
| 4     | Schweiz  | 3     | 0     | 0      | 3     | 4 – 28 | 0      |